# Till Löffler
Till Löffler (* 1968 in Wolfratshausen) ist Komponist, Dirigent, Pianist und Theatermusiker.

## Leben
Till Löffler studierte 1985 bis 1987 Schlagzeug am Richard-Strauss-Konservatorium München, wechselte 1989 an die Hochschule für Musik und Darstellende Kunst (Mozarteum) in Salzburg und studierte dort Dirigieren bei Michael Gielen, Schlagzeug bei Peter Sadlo, Klavier bei Klaus Kaufmann und Theorie und Aufführungspraxis Alter Musik bei Nikolaus Harnoncourt.
Als Dirigent und Schlagzeuger arbeitete er u. a. mit den Komponisten Isang Yun, Sofia Gubaidulina, Adriana Hölszky, Mauricio Kagel, Luciano Berio zusammen.
Als Theatermusiker arbeitete er u. a. an den folgenden Häusern: Kammerspielen München, Bayerischen Staatsschauspiel, Thalia Theater Hamburg, Volksbühne Berlin, Schauspielhaus Bochum, Staatstheater Karlsruhe, Staatstheater Nürnberg, Nationaltheater Mannheim, Landestheater Tübingen, Landestheater Esslingen, Theater an der Josefstadt Wien, Theater Neumarkt Zürich, Schauspielhaus Graz, Theater Basel, Theater Kanton Zürich, Schauspielhaus Zürich, Opernhaus Zürich.
Von 1998 bis 2009 war er Dozent an der Hochschule für Musik und Darstellende Kunst Stuttgart.
Seit 2009 ist er Dozent an der Zürcher Hochschule der Künste im Departement Musik und im Departement Darstellende Künste und Film.
Till Löffler ist schweizerischer und deutscher Doppelstaatsbürger.

## Verlegte Stücke
Von zahlreichen Theaterproduktionen sind folgende beim Kaiser Verlag Wien verlegt.
- Denn es will Abend werden (UA 2004 Wilhelmatheater Stuttgart)
- Es fähr ein Zug nach nirgendwo (mit Stephanie Mohr, UA 2004 Nationaltheater Mannheim)
- Wovon träumst du, wenn du träumst (mit Stephanie Mohr, UA 2003 Nationaltheater Mannheim)
- John… about Lennon (UA 2003 Staatstheater Stuttgart)
- Alle Abend wieder (UA 2002 Theater Winkelwiese Zürich)

## Verlegte Kompositionen
(Auswahl)
- Tanz der Toten (2015) – Melodram für gemischten Chor, Sprecher und Klavier Carus-Verlag
- Christnacht – für gemischten Chor (2013) Carus-Verlag
- Es ist für uns eine Zeit angekommen – für gemischten Chor (2013) Carus-Verlag
- Ursel – Eine musikalische Geschichte (CD erschienen 2012) Christoph Merian Verlag
- Fondue Oper (CD erschienen 2009) Christoph Merian Verlag